# Copris ares
Copris ares là một loài bọ cánh cứng trong họ Bọ hung (Scarabaeidae).